# John Deere Classic
De John Deere Classic is een golftoernooi in de Verenigde Staten en maakt deel uit van de Amerikaanse PGA Tour. Het toernooi werd opgericht in 1971 als het Quaid Cities Open. Sinds 2000 vindt het toernooi altijd plaats op de TPC Deere Run in Silvis, Illinois.
Het toernooi wordt een week voor het Brits Open gespeeld en de winnaar van dit toernooi krijgt een wildcard voor het Brits Open.

## Geschiedenis
De eerste editie was in 1971 onder de naam Quad Cities Open.  Een jaar later werd het opgenomen in de PGA Tour en in 1975 verhuisde het toernooi van Iowa naar Illinois.
In 2005 speelde de 15-jarige Michelle Wie  op uitnodiging van de sponsor mee, hetgeen extra media-aandacht trok. Michelle Wie miste de cut met twee slagen in 2005, maar de winnaar was rookie Sean O'Hair, die daardoor aan het Brits Open mocht meedoen. 

In 2006 mocht Wie opnieuw meedoen, nadat ze eerder dat jaar de cut had gehaald in een mannentoernooi in Zuid-Korea. Ditmaal miste ze de cut na een eerste ronde van 77 (+6) waarna ze zich tijdens de 2de ronde uit het toernooi terugtrok.
In 2013 won Jordan Spieth het toernooi een paar weken voor zijn twintigste verjaardag. Hij haalde het na vijf holes in een play-off met drie van David Hearn en titelverdediger Zach Johnson. Daarmee werd Spieth de eerste tiener sedert 1931 die een toernooi van de Amerikaanse PGA Tour won.

## Winnaars
| Jaar                                | Baan                  | Stad                  | Speler              | Score            | Score            | Info                                                                                 |
| Quad Cities Open                    | Quad Cities Open      | Quad Cities Open      | Quad Cities Open    | Quad Cities Open | Quad Cities Open | Quad Cities Open                                                                     |
| ----------------------------------- | --------------------- | --------------------- | ------------------- | ---------------- | ---------------- | ------------------------------------------------------------------------------------ |
| 1971                                | Crow Valley Golf Club | Davenport, Iowa       | Deane Beman         | 277              | –7               |                                                                                      |
| 1972                                | Crow Valley Golf Club | Davenport, Iowa       | Deane Beman         | 279              | –5               |                                                                                      |
| 1973                                | Crow Valley Golf Club | Davenport, Iowa       | Sam Adams           | 268              | –16              |                                                                                      |
| 1974                                | Crow Valley Golf Club | Davenport, Iowa       | Dave Stockton       | 271              | –13              |                                                                                      |
| Ed McMahon-Jaycees Quad Cities Open |                       |                       |                     |                  |                  |                                                                                      |
| 1975                                | Oakwood Country Club  | Coal Valley, Illinois | Roger Maltbie       | 275              | –9               |                                                                                      |
| 1976                                | Oakwood Country Club  | Coal Valley, Illinois | John Lister         | 268              | –16              |                                                                                      |
| 1977                                | Oakwood Country Club  | Coal Valley, Illinois | Mike Morley         | 267              | –17              |                                                                                      |
| 1978                                | Oakwood Country Club  | Coal Valley, Illinois | Victor Regalado     | 269              | –15              |                                                                                      |
| 1979                                | Oakwood Country Club  | Coal Valley, Illinois | D.A. Weibring       | 266              | –14              |                                                                                      |
| Quad Cities Open                    |                       |                       |                     |                  |                  |                                                                                      |
| 1980                                | Oakwood Country Club  | Coal Valley, Illinois | Scott Hoch          | 266              | –14              |                                                                                      |
| 1981                                | Oakwood Country Club  | Coal Valley, Illinois | Dave Barr po        | 270              | –10              | Won de play-off van Woody Blackburn, Frank Conner, Dan Halldorson en Victor Regalado |
| Miller High Life QCO                |                       |                       |                     |                  |                  |                                                                                      |
| 1982                                | Oakwood Country Club  | Coal Valley, Illinois | Payne Stewart       | 268              | –12              |                                                                                      |
| 1983                                | Oakwood Country Club  | Coal Valley, Illinois | Danny Edwards po    | 266              | –14              | Won de play-off van Morris Hatalsky                                                  |
| 1984                                | Oakwood Country Club  | Coal Valley, Illinois | Scott Hoch          | 266              | –14              |                                                                                      |
| Lite Quad Cities Open               |                       |                       |                     |                  |                  |                                                                                      |
| 1985                                | Oakwood Country Club  | Coal Valley, Illinois | Dan Forsman         | 267              | –13              |                                                                                      |
| Hardee's Golf Classic               |                       |                       |                     |                  |                  |                                                                                      |
| 1986                                | Oakwood Country Club  | Coal Valley, Illinois | Mark Wiebe          | 268              | –12              |                                                                                      |
| 1987                                | Oakwood Country Club  | Coal Valley, Illinois | Kenny Knox          | 265              | –15              |                                                                                      |
| 1988                                | Oakwood Country Club  | Coal Valley, Illinois | Blaine McCallister  | 261              | –19              |                                                                                      |
| 1989                                | Oakwood Country Club  | Coal Valley, Illinois | Curt Byrum          | 268              | –12              |                                                                                      |
| 1990                                | Oakwood Country Club  | Coal Valley, Illinois | Joey Sindelar po    | 268              | –12              |                                                                                      |
| 1991                                | Oakwood Country Club  | Coal Valley, Illinois | D. A. Weibring      | 267              | –13              |                                                                                      |
| 1992                                | Oakwood Country Club  | Coal Valley, Illinois | David Frost         | 266              | –14              |                                                                                      |
| 1993                                | Oakwood Country Club  | Coal Valley, Illinois | David Frost         | 259              | –21              |                                                                                      |
| 1994                                | Oakwood Country Club  | Coal Valley, Illinois | Mark McCumber       | 265              | –15              |                                                                                      |
| Quad City Classic                   |                       |                       |                     |                  |                  |                                                                                      |
| 1995                                | Oakwood Country Club  | Coal Valley, Illinois | D.A. Weibring       | 197              | –13              |                                                                                      |
| 1996                                | Oakwood Country Club  | Coal Valley, Illinois | Ed Fiori            | 268              | –12              |                                                                                      |
| 1997                                | Oakwood Country Club  | Coal Valley, Illinois | David Toms          | 265              | –15              |                                                                                      |
| 1998                                | Oakwood Country Club  | Coal Valley, Illinois | Steve Jones         | 263              | –17              |                                                                                      |
| John Deere Classic                  |                       |                       |                     |                  |                  |                                                                                      |
| 1999                                | Oakwood Country Club  | Coal Valley, Illinois | J. L. Lewis po      | 261              | –19              | Won de play-off van Mike Brisky                                                      |
| 2000                                | TPC Deere Run         | Silvis, Illinois      | Michael Clark II po | 265              | –19              | Won de play-off van Kirk Triplett                                                    |
| 2001                                | TPC Deere Run         | Silvis, Illinois      | David Gossett       | 265              | –19              |                                                                                      |
| 2002                                | TPC Deere Run         | Silvis, Illinois      | J.P. Hayes          | 262              | –22              |                                                                                      |
| 2003                                | TPC Deere Run         | Silvis, Illinois      | Vijay Singh         | 268              | –16              |                                                                                      |
| 2004                                | TPC Deere Run         | Silvis, Illinois      | Mark Hensby po      | 268              | –16              | Won de play-off van John E. Morgan                                                   |
| 2005                                | TPC Deere Run         | Silvis, Illinois      | Sean O'Hair         | 268              | –16              |                                                                                      |
| 2006                                | TPC Deere Run         | Silvis, Illinois      | John Senden         | 265              | –19              |                                                                                      |
| 2007                                | TPC Deere Run         | Silvis, Illinois      | Jonathan Byrd       | 266              | –18              |                                                                                      |
| 2008                                | TPC Deere Run         | Silvis, Illinois      | Kenny Perry po      | 268              | –16              | Won de play-off van Brad Adamonis en Jay Williamson                                  |
| 2009                                | TPC Deere Run         | Silvis, Illinois      | Steve Stricker      | 264              | –20              |                                                                                      |
| 2010                                | TPC Deere Run         | Silvis, Illinois      | Steve Stricker      | 258              | –26              |                                                                                      |
| 2011                                | TPC Deere Run         | Silvis, Illinois      | Steve Stricker      | 262              | –22              |                                                                                      |
| 2012                                | TPC Deere Run         | Silvis, Illinois      | Zach Johnson po     | 264              | –20              | Won de play-off van Troy Matteson                                                    |
| 2013                                | TPC Deere Run         | Silvis, Illinois      | Jordan Spieth po    | 265              | –19              | Won de play-off van David Hearn en Zach Johnson                                      |
| 2014                                | TPC Deere Run         | Silvis, Illinois      | Brian Harman        | 262              | –22              |                                                                                      |

| Toernooirecord |  | po = winnaar na play-off |